# Lew Gerassimowitsch Loizjanski
Lew Gerassimowitsch Loizjanski, geboren Lew Gerschonowitsch Loizjanski, (russisch Лев Герасимович Лойцянский, Geburtsname russisch Лев Гершонович Лойцянский; * 13. Dezemberjul. / 26. Dezember 1900greg. in St. Petersburg; † 3. November 1991 ebenda) war ein russischer Mathematiker, Physiker und Hochschullehrer.

## Leben
Loizjanski war das fünfte Kind des Gesellschafters der Druckerei W. I. Anderson und G. D. Loizjanski in Kaunas Gerschon Dawidowitsch Loizjanski und seiner Frau Beila-Rischa Jankelewna geborene Posner aus Grodno. Die Familie hatte sich einige Jahre vor Loizjanskis Geburt in St. Petersburg niedergelassen. 1908–1917 besuchte Loizjanski in St. Petersburg das private jüdische Jungengymnasium von I. G. Eisebet, das er mit Auszeichnung abschloss. Darauf begann er das Studium an der Marineingenieurschule in Kronstadt. Bald wechselte er zur Kaiserlichen Universität St. Petersburg in die mathematische Abteilung der physikalisch-mathematischen Fakultät.
Nach der Oktoberrevolution ging Loizjanski im beginnenden Russischen Bürgerkrieg im Herbst 1918 nach Simferopol und studierte an der Taurischen Universität in der mathematischen Abteilung zusammen mit Wiktor Wladimirowitsch Nemyzki. Dort lehrten Nikolai Mitrofanowitsch Krylow, Wladimir Iwanowitsch Smirnow und Nikolai Sergejewitsch Koschljakow. Loizjanski wurde zur Weißen Armee unter Pjotr Nikolajewitsch Wrangel eingezogen und nach zwei Monaten in Stawropol wegen seines Gesundheitszustandes entlassen. 1921 beendete er das Studium an der Taurischen Universität. Er unterrichtete nun dort und arbeitete in der Hauptinspektion der Militärstudieneinrichtungen der Krim.
Im April 1922 kehrte Loizjanski nach Petrograd zurück. Er schloss das Studium an der physikalisch-mechanischen Fakultät des Polytechnischen Instituts (LPI) ab und wurde Assistent Alexander Alexandrowitsch Friedmanns. 1930 wurde er zum Professor am Lehrstuhl für Theoretische Mechanik des LPI gewählt. Er verfasste mathematische Fachaufsätze und Lehrbücher der Theoretischen Mechanik und der Mechanik viskoser Flüssigkeiten.
1935 wurde Loizjanski ohne Verteidigung einer Dissertation zum Doktor der physikalisch-mathematischen Wissenschaften promoviert. Im gleichen Jahr gründete er mit anderen den Lehrstuhl für Hydro-Aerodynamik am LPI, den er 40 Jahre lang leitete. Daneben arbeitete er als Berater für das Zentrale Aerohydrodynamische Institut (ZAGI) in Moskau. Sein Forschungsschwerpunkt wurden die Grenzschichten.
Während des Deutsch-Sowjetischen Krieges wurde Loizjanski 1941 nach Kasan evakuiert und war Mitarbeiter der Kasaner Filiale des ZAGI. Ab 1942 arbeitete er im ZAGI in Stachanowo als Leiter der Berechnungsabteilung des aerodynamischen Laboratoriums. 1945 kehrte er ans LPI zurück.
1956 wurde Loizjanski Gründungsmitglied des Nationalen Komitees der UdSSR für Theoretische- und Angewandte Mechanik bei der Akademie der Wissenschaften der UdSSR.

## Ehrungen, Preise
- Orden des Roten Sterns
- Medaille „Für heldenmütige Arbeit im Großen Vaterländischen Krieg 1941–1945“
- Orden des Roten Banners der Arbeit (1945)
- Stalinpreis II. Klasse (1946)
- Verdienter Wissenschaftler und Techniker der RSFSR (1968)
- Jubiläumsmedaille „Zum Gedenken an den 100. Geburtstag von Wladimir Iljitsch Lenin“
- Leninorden